# Space Fever
 (juin 2023).
Space Fever est un jeu d'arcade de 1979 créé par la division Nintendo R&D2 de l'entreprise vidéoludique Nintendo et, selon certaines sources, Ikegami Tsushinki aurait également participé à la programmation du jeu. Le jeu fût disponible à la fois en monochrome et en couleur. Le gameplay du jeu est très similaire à celui de Space Invaders, qui fut commercialisé par Taito l'année précédente. En Amérique, le jeu fut publié par Far East Video.

## Système de jeu
Le gameplay de Space Fever est très similaire à celui de Space Invaders sortie l'année précédente, soit en 1978 : le joueur contrôle un canon laser situé en bas de l'écran et doit vaincre des aliens ennemis disposé en ligne au-dessus de lui, ceux-ci se déplacent lentement vers le bord de l'écran avant de descendre et de recommencer dans la direction opposée, le moins d'extraterrestres à l'écran, le plus leur vitesse augmente. Un OVNI apparaîtra également occasionnellement vers le haut de l'écran et pourra être abattu afin d'obtenir des points bonus. Il existe trois modes de jeu qui changent la façon dont les extraterrestres se déplacent : le premier présente deux formations d'ennemis qui se déplacent dans des directions opposées, le second ajoute continuellement des rangées supplémentaires d'extraterrestres, et le troisième est fonctionnellement identique à celui de Space Invaders,.

## Développement
À la fin des années 1970, Nintendo a commencé à changer de direction quant à la nature de leurs produits, passant de la fabrication de jouets et de cartes à jouer vers le marché du divertissement électronique. La décision s'appuyait en grande partie sur la crise pétrolière de 1973 qui augmentait les coûts de fabrication des jouets et la nécessité de se diversifier si l'entreprise voulait rester rentable. Nintendo avait auparavant conçu plusieurs machines de tir électromécaniques, comme leurs produits Laser Clay Shooting System et Wild Gunman. La société sort son premier jeu d'arcade vidéo, Computer Othello, en juin 1978 et le même mois, Taito sorta Space Invaders, déclenchant alors une résurgence nationale du marché du jeu vidéo. Cela a donner l'envie à de nombreux fabricants, dont Nintendo, de créer des jeux similaires pour essayer de capitaliser sur la popularité de Space Invaders. Space Fever était donc l'une de ses nombreuses tentatives et a fût développé par la division Research & Development 2 (R&D2) de Nintendo, Masayuki Uemura, le responsable de R&D2, a dirigé le développement du jeu et la programmation et la conception du circuit ont été sous-traitées à Ikegami Tsushinki, comme la plupart des jeux d'arcade de Nintendo de l'époque.
Space Fever est sorti au Japon en février 1979. Il a été publié sous la forme d'une borne d'arcade de table (dit "tabletop") avec un moniteur à image matricielle noir et blanc, bien qu'une version avec des graphismes monochromes fût publiée plus tard dans l'année.

## Postérité
Une version spéciale de Space Fever nommé SF-Hisplitter est sortie la même année, possédant des extraterrestres deux fois plus grand que les autres, pouvant être complètement détruits ou divisés en deux extraterrestres plus petits selon l'endroit visé. Comme la version standard du jeu, cette version fut publiée en Amérique par Far East Video.
Une suite de Space Fever, intitulée Space Fever II est sortie en tant que mini-jeu dans la Game Boy Camera, accessoire pour la Game Boy. Le jeu sert également de menu pour sélectionner les autres mini-jeux. Cette suite s'écarte grandement de la formule Space Invaders, mettant en vedette de plus petites vagues d'extraterrestres et de boss individuels basés sur les visages du personnel de Nintendo et de la photo sélectionner pour représenté le joueur prise plus tôt au démarrage.